# Sénat du Kentucky
Capitole de l'État du Kentucky, Frankfort
Le Sénat du Kentucky (en anglais : Kentucky Senate) est la chambre haute du corps législatif du Kentucky, l'Assemblée générale du Kentucky.

## Histoire

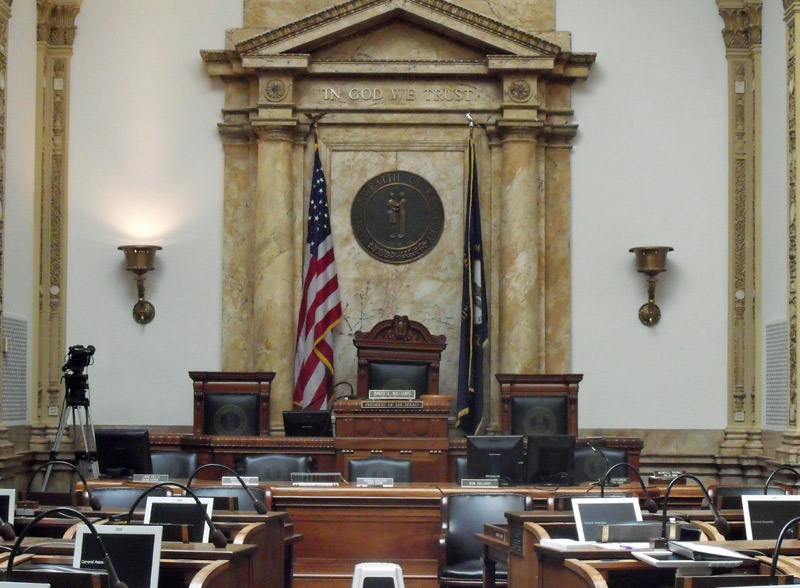
Chambre du Sénat en 2012.

## Composition
Il est composé de 38 sièges pourvus pour quatre ans mais renouvelé par moitié tous les deux ans au scrutin uninominal majoritaire à un tour dans autant de circonscriptions que de sièges à pourvoir.

## Siège
L'Assemblée générale du Kentucky siège au Capitole de l'État du Kentucky situé à Frankfort.

## Présidence
Avant un amendement constitutionnel de 1992, le lieutenant-gouverneur du Kentucky présidait le Sénat; l'amendement de 1992 a créé un nouveau poste de président du Sénat qui sera occupé par l'un des 38 sénateurs. 
Il s'agit du républicain Robert Stivers depuis le 4 janvier 2013.